# 邵連科

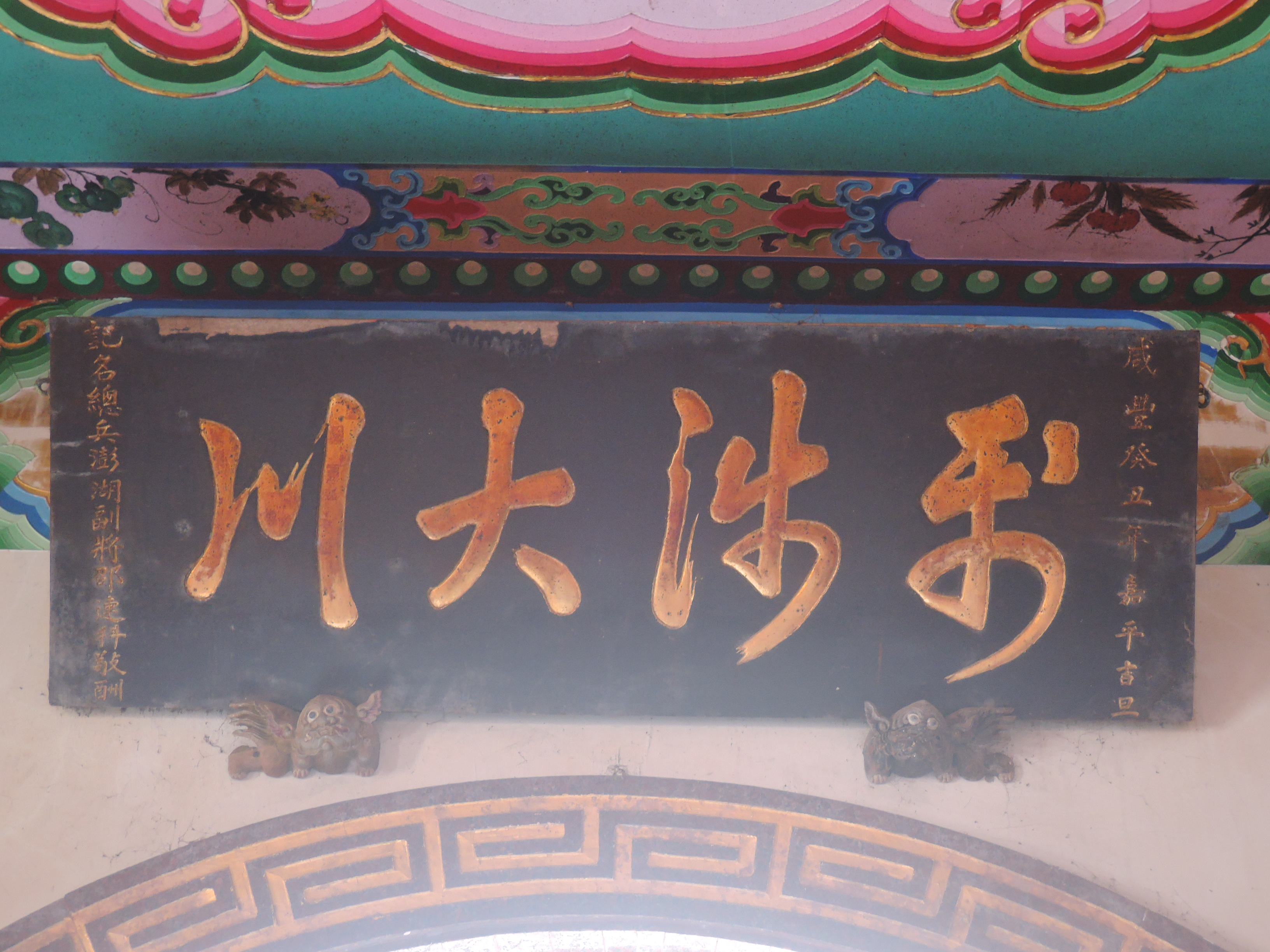
「利涉大川」匾乃邵連科敬獻於今台灣澎湖縣之嵵裡水仙宮。上款：「咸豐癸丑年嘉平吉旦」、下款：「記名總兵澎湖副將邵連科敬酬」；其中，「嘉平」指農曆十二月。

邵連科（1819年－1862年）為中國清朝武官官員，本籍福建闽县（今福州）。

## 生平
1853年，林恭以太平軍名號，在台灣起事，並配合內地太平軍勢力結合，攻陷台灣鳳山縣並圍攻嘉義。當時擔任澎湖水師協副將的邵連科率領水兵 400，於澎湖出發，幫助在臺遊擊王國忠前往台灣參與戰事，並擊敗林恭所屬蔡賢、林略等，之後並平定噶瑪蘭地方騷亂。
1855年（咸豐5年）邵連科因戰功，奉旨接任呂大陞擔任台灣鎮總兵。是台灣清治時期此期間，受台灣道制約的台灣地區最高軍事首長。

## 官銜
| 前任： 王國忠 | 澎湖水師協副將 1853年上任 | 繼任： 韓嘉謨 |

| 前任： 呂大陞 | 台灣鎮總兵 1855年上任 | 繼任： 林向榮 |